# Браунсвілл Тауншип (округ Фаєтт, Пенсільванія)
Браунсвілл Тауншип (англ. Brownsville Township) — селище (англ. township) в США, в окрузі Файєтт штату Пенсільванія. Населення — 534 особи (2020).

## Демографія
Згідно з переписом 2010 року, у селищі мешкали 683 особи в 296 домогосподарствах у складі 186 родин. Було 332 помешкання
Расовий склад населення:
| - 91,9 % — білих - 5,9 % — чорних або афроамериканців - 0,4 % — корінних американців |

До двох чи більше рас належало 1,8 %. Частка іспаномовних становила 0,9 % від усіх жителів.
За віковим діапазоном населення розподілялося таким чином: 20,1 % — особи молодші 18 років, 58,8 % — особи у віці 18—64 років, 21,1 % — особи у віці 65 років та старші. Медіана віку мешканця становила 45,8 року. На 100 осіб жіночої статі у селищі припадало 88,2 чоловіків;  на 100 жінок у віці від 18 років та старших — 89,6 чоловіків також старших 18 років.
Середній дохід на одне домашнє господарство  становив 45 756 доларів США (медіана — 33 875), а середній дохід на одну сім'ю — 57 252 долари (медіана — 46 250). Медіана доходів становила 41 094 долари для чоловіків та 43 333 долари для жінок. За межею бідності перебувало 26,0 % осіб, у тому числі 40,8 % дітей у віці до 18 років та 2,0 % осіб у віці 65 років та старших.
Цивільне працевлаштоване населення становило 268 осіб. Основні галузі зайнятості: освіта, охорона здоров'я та соціальна допомога — 23,1 %, виробництво — 13,4 %, роздрібна торгівля — 13,1 %.